# Silbomyia sauteri
Silbomyia sauteri är en tvåvingeart som beskrevs av Günther Enderlein 1936. Silbomyia sauteri ingår i släktet Silbomyia och familjen spyflugor.
Artens utbredningsområde är Taiwan. Inga underarter finns listade i Catalogue of Life.